# Coxheath
Coxheath är en ort och civil parish i grevskapet Kent i sydöstra England. Orten ligger i distriktet Maidstone, strax söder om Maidstone. Civil parishen hade 4 929 invånare vid folkräkningen år 2021.